# Heinz Lauenroth
Heinz Lauenroth (* 28. Oktober 1910 in Nordhausen; † 20. April 1991 in Hannover) war ein Beamter der Stadt Hannover und Autor.

## Leben
Heinz Lauenroth trat am 2. September 1929 als Zivilanwärter in die Stadtverwaltung von Hannover ein. Durch die Beförderung zum Stadtinspektor und 1941 zum Stadtoberinspektor wirkte er unter anderem im Wohlfahrtsamt, in der Stadtkämmerei, dem Gesundheitsamt und dem Schulamt, dem Presseamt sowie dem Wirtschafts- und Ernährungsamt.
Nach dem Zweiten Weltkrieg war er ab 1949 Leiter des Kultur- und Sportamtes und wurde 1959 vom Rat der Stadt Hannover als Wahlbeamter zum Kultur- und Sportdezernenten gewählt. Dieses Amt hielt er bis zum Jahr 1975 inne. 1974 bis 1975 war er außerdem als Stadtdirektor der Stellvertreter des Oberstadtdirektors von Hannover. Heinz Lauenroth war Mitglied der SPD.
In seine Zeit als Kulturdezernent der Stadt Hannover fielen
- die Einrichtungen der Freizeitheime, darunter
- die Einrichtungen der Unabhängigen Jugendzentren UJZ Kornstraße sowie des UJZ Glocksee
- der Neubau des Historischen Museums Hannover
- die Anfänge des Sprengel Museums
- die Eröffnung des Kulturzentrums Pavillon
- die Umgestaltung des Zoos Hannover zu einem modernen Flächenzoo
- 1967 als erster seiner Art in Deutschland die Eröffnung des Flohmarkts am Hohen Ufer
- 1970 bis 1974 das Experiment „Straßenkunst“

und anderes.
Heinz Lauenroth war darüber hinaus Vorsitzender des „Vereins der Zoofreunde“ sowie der Wilhelm-Busch-Gesellschaft. Einen Namen hat er sich auch als Schatzmeister der „Aktion Herrenhausen“ gemacht.

## Schriften
- mit Hans von Gösseln (Zeichnungen von Heinz Knoke, graph. Darst. v. Ernst Zimmerlein): Anpacken und vollenden!, Städtisches Presse- und Kulturamt Hannover, Hannover 1945/1949
- mit Georg Barke: Vom Plan zur Wirklichkeit / 4 Jahre Ratsarbeit Hannover, Städt. Verkehrs- und Presseamt, Hannover 1952
- mit Gustav Lauterbach: Tod und Leben Hannovers, 9. Oktober, hrsg. vom Heimatbund Niedersachsen in Zusammenarbeit mit dem Presseamt der Hauptstadt Hannover, o. J. (1953)
- mit Georg Barke: Neues Bauen in Hannover: Bauherren, Architekten, Baugewerbe, Bauindustrie berichten über Planung und Ausführung der Aufbaujahre 1948-1954 (= Wirtschaftsmonographien, Folge 6), AWAG Verlag Max Kurz, Stuttgart 1955
- Heinz Lauenroth (Hrsg.): Hannover. Gesicht einer lebendigen Stadt, Hannover; Berlin: Verlag Dr. Buhrbanck & Co. KG, 1955
- mit Georg Barke: Schritt in die Zukunft. Hannover, hrsg. vom Städt. Presseamt Hannover, Jänecke, Hannover 1956
- Hannoversche Künstler / Gemälde, Plastik, Graphik, Ausstellungsschrift, Hahnentorburg, Kölnischer Kunstverein, o. J. (1957)
- mit Hans J. Toll (Übers. v. David B. Thomas): 15 Jahre / Bilddokumente einer Stadt, Steinbock Verlag, Hannover 1960
- Lothar Dittrich (Zeichnungen von Carl-Heinz Dömken): Hannovers Zoo und seine Tiere, hrsg. von Heinz Lauenroth, Fackelträger Verlag, Hannover 1965
- Hannover / Porträt einer Stadt, hrsg. von Heinz Lauenroth, 4., verb. Aufl., Fackelträger-Verlag Schmidt-Küster, Hannover 1966
  - dito, völlig überarbeitete und mit neuen Bildern versehene Neuauflage 1980, ISBN 3-7716-1425-2